# Ioann Snytschjow
Ioann Snytschjow (russisch Иоанн Снычёв; geboren als Iwan Matwejewitsch Snytschjow (russisch Иван Матвеевич Снычёв); * 9. Oktober 1927 in der Siedlung Nowa Majatschka, Oblast Cherson, Ukrainische SSR; † 2. November 1995 in Moskau) war ein russisch-orthodoxer Priester, Mitglied der Heiligen Synode und von 1990 bis 1996 der Metropolit der Metropolie Sankt Petersburg (bis 1991 Metropolie Leningrad).

## Leben
Snytschjow wurde in der Ortschaft Nowa Majatschka geboren und schloss 1942 die Volksschule in der Stadt Sorotschinsk ab. Er wurde im Dezember 1944 zur Roten Armee eingezogen, aber nach wenigen Monaten aus Krankheitsgründen demobilisiert. Iwan Snytschjow trat daraufhin in das Kloster der Heiligen Apostel Petrus und Paulus in der Stadt Busuluk ein, wo er im Juni 1946 zum Rasofor und im Januar 1948 zum Hieromonachos geweiht wurde. Von 1951 bis 1955 studierte Snytschow an der Leningrader Geistlichen Akademie und wurde dort zum Doktor der Theologie promoviert. Seit 1956 unterrichtete er am Geistlichen Seminar in Minsk. In den Sechzigerjahren wurde Snytschjow zuerst zum Hegumen (1961) und danach zum Archimandriten geweiht (1964).
Snytschjow wurde 1965 vom Heiligen Synod zum Bischof der Eparchie Sysransk ernannt. Am  1990 wurde Ioann zum Metropoliten von Leningrad (seit September 1991 St. Petersburg) geweiht und wurde zugleich Mitglied der Heiligen Synode, was er bis zu seinem Tod 1995 bleiben sollte.
Ioann Snytschjow trat auch als Publizist in Erscheinung (so für die Sowjetskaja Rossija) und vertrat in seinen Artikeln sehr konservative und teils auch antisemitische Ansichten. Seine Predigten wurden in der nationalistischen Zeitschrift Sawtra abgedruckt.

## Werke (Auswahl)
- Уберечь Россию! (Beschützt Russland!) Sankt Petersburg 1993.
- Дай мне твое сердце: письма духов (Gib mir dein Herz: Geistige Briefe) Sankt Petersburg 1998, ISBN 5-7624-0016-6.